# Jeanne d'Arc Dijon Bourgogne
Il Jeanne d'Arc Dijon Bourgogne, meglio noto come JDA Dijon è una società cestistica avente sede a Digione, in Francia. Fondata nel 1880, gioca nel campionato francese.
Disputa le partite interne nel Palais des Sports Jean-Michel Geoffroy, che ha una capacità di 4.628 spettatori.

## Roster 2021-2022
Aggiornato al 30 settembre 2021.
|    | Naz.                                         | Ruolo | Sportivo        | Anno | Alt. | Peso |  |
| -- | -------------------------------------------- | ----- | --------------- | ---- | ---- | ---- |  |
| 1  | Stati Uniti (bandiera)                       | A     | Rashard Kelly   | 1995 | 203  | 102  |  |
| 2  | Germania (bandiera)                          | P     | Joshiko Saibou  | 1990 | 188  | 82   |  |
| 3  | Stati Uniti (bandiera)                       | G     | Chase Simon     | 1989 | 198  | 98   |  |
| 6  | Francia (bandiera)                           | G     | Robin Ducoté    | 2001 | 193  |      |  |
| 10 | Francia (bandiera)                           | AC    | Jacques Alingue | 1988 | 201  | 98   |  |
| 11 | Stati Uniti (bandiera)                       | P     | David Holston   | 1986 | 168  | 73   |  |
| 20 | Stati Uniti (bandiera)                       | C     | Gavin Ware      | 1993 | 206  | 118  |  |
| 21 | Francia (bandiera)                           | AG    | Abdoulaye Loum  | 1991 | 209  | 104  |  |
| 22 | Stati Uniti (bandiera) · Giamaica (bandiera) | P     | Sek Henry       | 1987 | 193  | 91   |  |
| 24 | Francia (bandiera)                           | AP    | Charles Galliou | 1995 | 202  |      |  |
|    | Croazia (bandiera)                           | P     | Toni Katić      | 1992 | 188  | 82   |  |

### Staff tecnico
| Allenatore: | Nenad Marković   |
| Assistente: | Vincent Dumestre |

## Cestisti
- Tony Brown 2006

## Palmarès
- Coppa di Francia: 2

2006, 2023-2024
- Match des Champions: 1

2006
- Coppa di Lega: 1

1993
- Semaine des As - Leaders Cup: 2

2004, 2020